# Гіполітув (Мінський повіт)
Гіполітув (пол. Hipolitów) — село в Польщі, у гміні Галінув Мінського повіту Мазовецького воєводства.
Населення — 1544 особи (2011).
У 1975-1998 роках село належало до Варшавського воєводства.

## Демографія
Демографічна структура станом на 31 березня 2011 року:
|          | Загалом | Допрацездатний вік | Працездатний вік | Постпрацездатний вік |
| -------- | ------- | ------------------ | ---------------- | -------------------- |
| Чоловіки | 754     | 207                | 489              | 58                   |
| Жінки    | 790     | 180                | 482              | 128                  |
| Разом    | 1544    | 387                | 971              | 186                  |